# ليستير ك. هنت
ليستير ك. هنت (بالإنجليزية: Lester C. Hunt)‏ هو طبيب أسنان وسياسي أمريكي، ولد في 8 يوليو 1892 في الولايات المتحدة، وتوفي في 19 يونيو 1954 في واشنطن العاصمة في الولايات المتحدة. حزبياً، نشط في الحزب الديمقراطي.

## مناصب
- انتخب Secretary of State of Wyoming [الإنجليزية]‏ (1935 – 1943).
- انتخب حاكم وايومنغ  [لغات أخرى]‏ (4 يناير 1943 – 3 يناير 1949).
- انتخب عضو مجلس نواب وايومنغ (1933 – 1934).
- انتخب عضو مجلس الشيوخ الأمريكي.